# Лейон, Анна-Грета
Анна-Грета Лейон (швед. Anna-Greta Leijon; 30 июня 1939 — 11 апреля 2024) — шведский социал-демократический политик.

## Карьера

### Политическая карьера
Анна-Грета родилась в Стокгольме. В 1964 году она работала в Шведской администрации рынка труда, а уже в 1970 году стала директором агентства. С 1973 по 1976 год Лейон была министром без портфеля. В этом качестве подписала приказ о выдаче ФРГ боевиков РАФ, захвативших западногерманское посольство в Стокгольме, за что в 1977 году член РАФ Норберт Крёхер готовил её похищение (операцию «Лео»), чтобы обменять на своих заключённых товарищей, но был арестован.
Также была членом Риксдага с 1974 по 1990 год (вице-председатель комитета по вопросам рынка труда с 1979 по 1982 год). С 1981 года она была членом Исполнительного комитета социал-демократической партии; с 1982 по 1987 год министром занятости; в 1986 году министром по гендерному равенству; с 1987 по 1988 год министром юстиции, но после вынуждена была уйти в отставку из-за дела Эббе Карлссон. С 1988 по 1990 год Анна-Грета была председателем комитета по финансам.

### Дальнейшая карьера
В 1984 году Лейон стала президентом Международной организации труда, также являлась председателем Совета по исследованиям в области социальных наук. Вела телепередачи. В 1999—2008 годах была директрисой Музея современного искусства в Стокгольме.

## Личная жизнь
С 1964 по 1970 год она была с Андерсом Лейоном. В 1975 году вышла замуж за инженера-электроника Лейфа Бакея. Также она — мать Бритты Лейон, бывшего министра по демократическим вопросам в Швеции.
Умерла 11 апреля 2024 года после непродолжительной болезни в возрасте 84 лет.